# Georges de Mestral
Georges de Mestral (Nyon, 19 de Junho de 1907 — Commugny, 8 de Fevereiro de 1990) foi um engenheiro eletrônico suíço.
Inventou o Velcro.

## Biografia
Nasceu em Nyon, entre Geneva e Lausanne, na Suíça. Quando tinha 12 anos construiu um avião de brincar em madeira que mais tarde patenteou. Frequentou a Escola Politécnica Federal de Lausana. Depois de ter completado o curso começou a trabalhar numa loja de máquinas de uma empresa de engenharia. No seu tempo livre era um montanhista amador e quando estava num dos seus habituais passeios pela montanha,e apercebeu-se que as sementes do arctium colavam constantemente na sua roupa e no pêlo do seu cão durante sua caminhadas diárias pelos Alpes. Examinando o material através de um microscópio, conseguiu distinguir diversos filamentos entrelaçados terminando em pequenos ganchos, causando assim a grande aderência nos tecidos.
Apesar da resistência da sociedade a esta ideia, De Mestral fundou a sua própria companhia e em 1951 patenteou o Velcro, vendendo 55.000 km por ano, tornou-se então um multimilionário.
Quando o seu pai morreu em 1966, De Mestral herda o castelo Suíço de Saint-Saphorin-sur-Morges. A 8 de Fevereiro de 1990 morre em Commugny, na Suíça.

## Cronologia

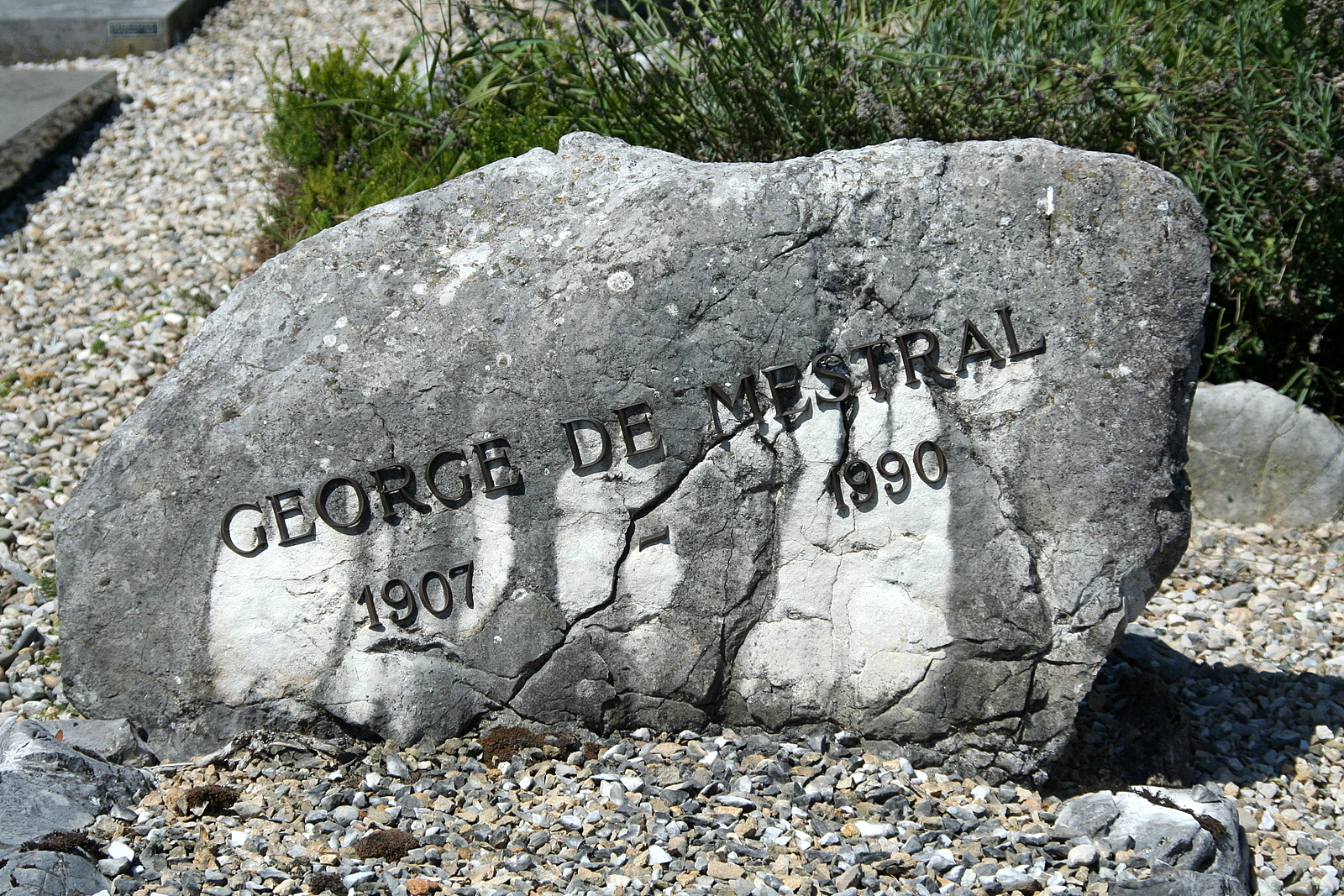
De Mestral Grave

- De Mestral Grave1907 - Nasce o seu pai,Albert-Georges-Constantin de Mestral (1878-1966) um engenheiro agrónomo.
- 1919 - Com 12 anos, regista a sua primeira patente, um avião de brincar.
- Estuda engenharia eléctrica na Escola Politécnica Federal de Lausana.
- 1941 - Inventa o Velcro.
- 1951 - Regista a patente do "Velcro" na Suíça.
- 1952 - Regista a patente do "Velcro" nos outros países.
- 1952 - Funda a Velcro SA com a ajuda da "Gonet & Co", Velcro torna-se assim uma marca conhecida.
- O Velcro começa a ser utilizado pela NASA, nos fatos dos astronauta dentro das naves espaciais.
- 1966 - Após a morte do seu pai herda o castelo de Saint-Saphorin-sur-Morges.
- 1978 - Fim da validade da patente.
- 1990 - Morre a 8 de Fevereiro de 1990.

## Produção
55 000 km por ano, que equivalem a aproximadamente quatro vezes o diâmetro da Terra.